# Мещанское (Коми)
Мещанское — нежилая деревня в Усть-Цилемском районе Республики Коми России.

## История
В 1840-х гг. переселенцы из Ижмы, Сизябска и Мохчи основали в низовьях Печоры деревню Мещанский материк (Мещанское).
Деревня находилась на расстоянии 85 километров на север от деревни Усть-Цильма, на левом берегу Печоры, в устье реки Верхняя Чукча. Место было выбрано из за удобства разведения оленей, количество которых насчитывалось до 1000 штук на момент образования населённого пункта. На месте поселения находился старый лиственный лес, который был расчищен под ведение сельского хозяйства.
По состоянию на 1904 год — в деревне проживало 78 жителей, 15 дворов. Основные промыслы: рыбная ловля, извоз.
По данным статистического учета 1920 года в д. Мещанское было 20 дворов, проживало 116 жителей.
С 1931 года в деревне функционировал колхоз «Ударник», который занимался изготовление мясной и молочной продукции.
Из деревни Мещанское на ВОВ было призвано 32 человека. Погибло и пропало без вести 18 человек, вернулось 14 человек. Среди вернувшихся есть награжденные орденами и медалями. Орденом Красной звезды награжден лейтенант Поздеев Дмитрий Тимофеевич. Медалью «За отвагу» награждены Малышев Михей Максимович, Филиппов Прокопий Гаврилович, Чупров Михаил Алексеевич, Аксенов Григорий Яковлевич, Поздеев Митрофан Тимофеевич. Аксенов Алексей Иванович награжден двумя медалями «За отвагу». Филиппов Николай Гаврилович награжден медалью «За оборону Сталинграда». Аксенов Василий Яковлевич, Чупров Иван Савельевич награждены медалью «За оборону Ленинграда». Ермолин Алексей Васильевич награжден медалью «За оборону Советского Заполярья»
В 1960-х годах деревня занесена в число «неперспективных деревень». Большинство жителей было переселено в село Окунев Нос.
На момент переселения в деревне проживали представители следующих фамилий: Аксеновы, Поздеевы, Хозяиновы, Чупровы, Малышевы, Чуркины, Ермолины, Каневы, Дуркины, Поташовы и др.
В 1974 году деревня исключена из списка населённых пунктов.
В 2019 году на месте деревни установлен памятный знак ушедшим на фронт ВОВ.